# Angeln

Na mapie pokazane są półwyspy Angeln (na wschód od Flensburga i Schleswiku) oraz Schwansen (na południe od Schlei)

Angeln (duń. Angel, łac. Anglia) – półwysep w południowym Szlezwiku, na północy niemieckiego landu Szlezwik-Holsztyn, wystający w kierunku Zatoki Kilońskiej. Oddzielony od sąsiedniego półwyspu Schwansen (duń. Svans lub Svansø) poprzez wąską, wcinającą się głęboko w ląd zatokę Schlei, a od duńskiej wyspy Als poprzez Zatokę Flensburską.